# X-43A
NASA X-43A er et eksperimentelt fly, der blev benyttet i 2000'erne.
Under testflyvninger opnåede flyet en hastighed på mach 9,6, hvilket er den højeste hastighed opnået for et fly. 
Der blev fremstillet tre eksemplarer af flyet af NASA i et samarbejde med Rusland[kilde mangler] og bygger på teknologierne fra russernes Scramjet, samt amerikanernes X-34 og X-43.